# Krekó Béla (matematikus)

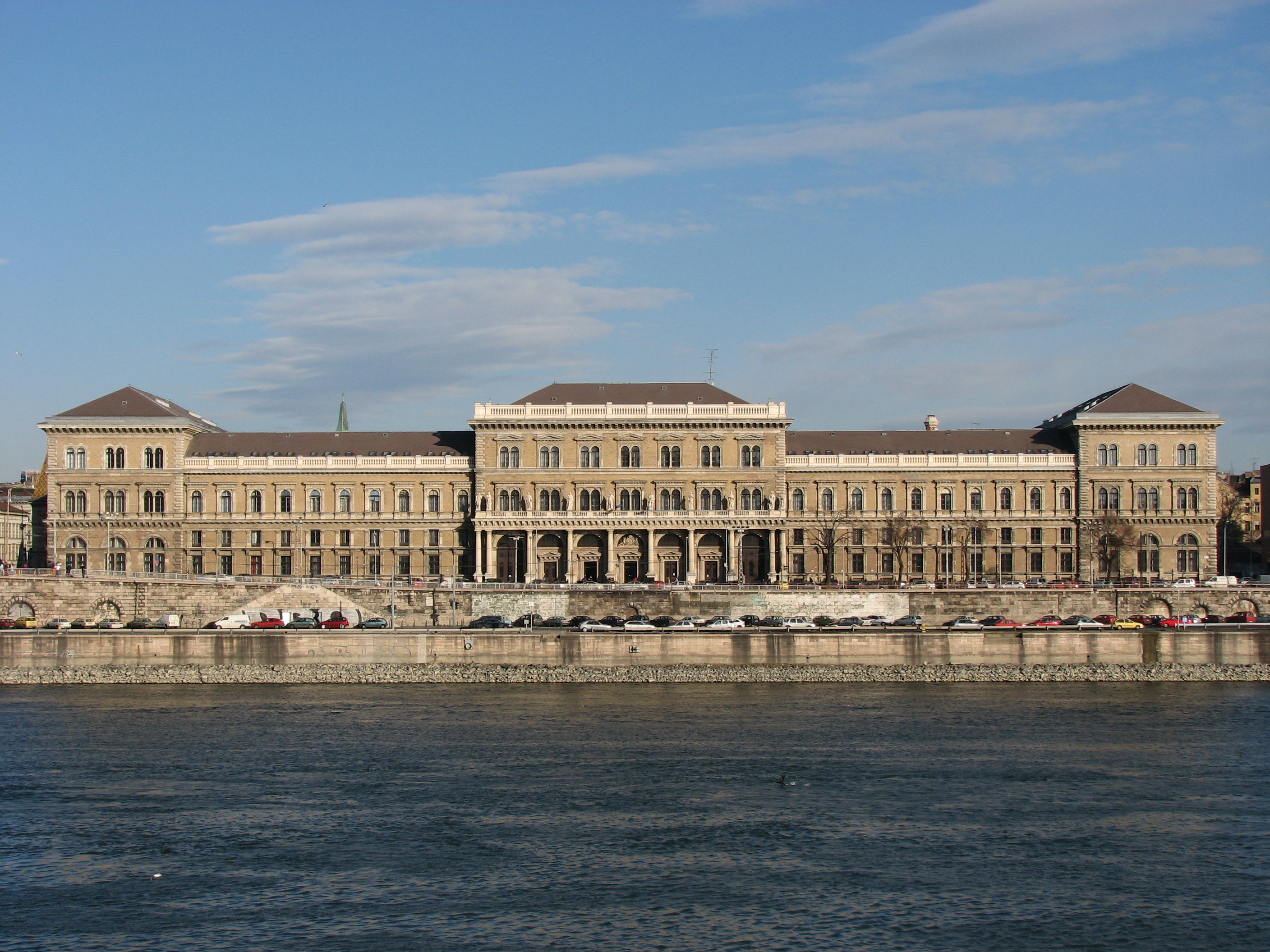
1954–1994 között a Budapesti Corvinus Egyetemen tanított

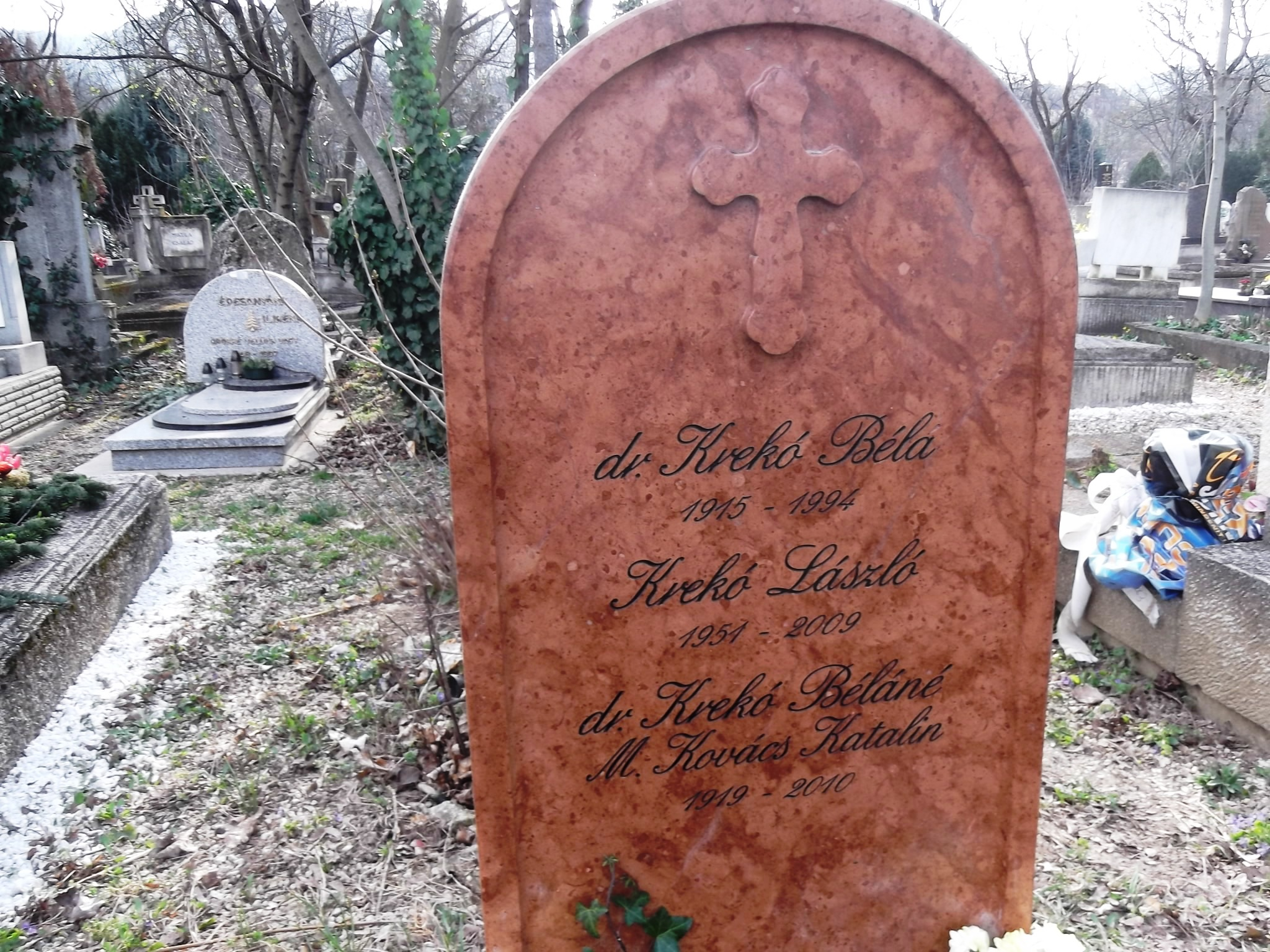
Sírja az Óbudai temetőben (védett).

Krekó Béla (Kisbér, 1915. szeptember 29. – Budapest, 1994. december 7.) matematikus, közgazdász, egyetemi tanár. 
A Marx Károly Közgazdaságtudományi Egyetemen 1956 után kiemelkedő szerepet töltött be a közgazdászképzés megreformálásában, Szép Jenő tanszékvezető (1961-től) egyetemi tanárral együtt a matematikai képzés szintjét megemelték, az operációkutatást kötelező tárggyá tették, bevezették a terv-matematika szakot, megszervezték az informatika oktatását. A terv-matematika szak tantervét Krekó Béla dolgozta ki még 1960-ban.

## Életpályája
Krekó Ferenc és Princz Terézia fiaként született. A Komárom vármegyei Kisbéren töltötte gyermekkorát, ott járt elemi iskolába. Édesapját korán elveszítette. Árvaházba került, majd innen Budapestre, a Mátyás király Reálgimnáziumba, ahol 1935-ben érettségizett. 1940-ben matematikus képzettséget szerzett a Pázmány Péter Tudományegyetemen, majd 1948-ban a közgazdász képesítést és az egyetemi doktorátust is megszerezte a József Nádor Műszaki és Gazdaságtudományi Egyetemen. 
„Krekó Béla elmondta, hogy mint elméleti matematika-fizika szakos hallgató, a Pázmány Péter Tudományegyetemen 1945–46-ban felvette Heller Farkas két féléves közgazdaságtani tanfolyamát a Magyar Kir. József Nádor Műegyetemen. Heller Farkas a vizsga során felhívta Krekó Béla figyelmét arra, hogy a matematikai módszerek felhasználása egyre nagyobb jelentőséget nyer a közgazdaságtanban. Ez a beszélgetés azután meghatározó volt számára, és – mint ismeretes – Krekó Béla matematikai módszerek – elsősorban a lineáris és nemlineáris programozás – közgazdasági alkalmazásának nemzetközileg is elismert hazai úttörője lett.”
1949 és 1954 között főiskolai tanár volt a Kereskedelmi Akadémián, majd a Gazdasági Műszaki Akadémián. 1954-től docens a Marx Károly Közgazdaságtudományi Egyetem (MKKE) Matematika Tanszékén. 1957-ben megírta a Bevezetés a lineáris programozásba című könyvét. Generációk számára alapműként szolgáló további könyvek szerzője. 1959-ben tanszékvezető az MKKE Matematika Tanszékén, ahol elkezdte a matematikaoktatás egyetemi reformját, valamint az operációkutatás legfontosabb területeinek az oktatásba való beépítését. 1964–1980 között az Egyetemi Számítóközpont igazgatója. 1965 nyarán a Ford-ösztöndíj támogatásával 10 hónapos tanulmányútra ment az USA-ba.
Egyetemi tanárrá 1969-ben nevezték ki. Kiemelkedő és meghatározó szerepe volt a terv-matematikus közgazdász szak 1961-es beindításában. 1975-ben az MTA-n megvédte kandidátusi értekezését. Az első számítástechnika-oktatási konferenciák szervezője, rendszeres előadója. 1994-ben bekövetkezett haláláig részt vett az egyetemi oktatás korszerűsítési munkálataiban.

### Családja
1944-ben nősült, felesége Kovács Katalin (1919–2010). Gyermekei: Béla (1945–2013), István (1946), Ágnes (1948–2024) és László (1951–2009).

### Emlékezete
A Gazdaságmodellezési Társaság Elnöksége 2000. február 21-i ülésén Krekó Béla-díjat alapított. A díjat a gazdaságmodellezés területén folytatott eredményes kutatómunkáért, illetve a társaság szakmai tevékenységének tartós, aktív segítéséért lehet elnyerni. A díjat évente egy alkalommal a Gazdaságmodellezési Társaság mindenkori elnöksége mint kuratórium ítéli oda.  Gazdaságmodellezési Társaság. Krekó Béla-díjban részesültek eddig:
A Nemzeti Emlékhely és Kegyeleti Bizottság az Óbudai temetőben található sírhelyét (20-0-1-225) a Nemzeti sírkert részévé nyilvánította.

## Kutatási területe
Lineáris és nemlineáris programozás, operációkutatás,  gazdasági programozás, biztosítási matematika. Már az 1960-as években elsőként felismerte az elemi bázistranszformáció szélesebb körű alkalmazhatóságát a mátrixszámításban és a lineáris algebrában. Az ún. Krekó-féle módszer kidolgozója. Krekó Béla felismerte az elemi bázistranszformáció jelentőségét a mátrixszámításban és a lineáris algebrában és Magyarországon az első volt, aki az 1960-as évek elején ezt tankönyveiben és szakkönyveiben be is mutatta. 
Az 1963-ban megjelent Mátrixszámítás című könyvének előszavában hangsúlyozta azt, hogy „Az anyag felépítése eltér a matrixszámitással foglalkozó könyvek szokásos felépítésétől. A számítási módszerek nem a determináns fogalomra, hanem az elemi bázistranszformációra támaszkodnak. Így sikerült elérni, hogy a lineáris algebra numerikus problémáinak megoldására lényegében ugyanazt az apparátust lehet használni…” Krekó Béla kidolgozta a Róla elnevezett Krekó-féle módszert, felhasználva az elemi bázistranszformációt. Ennek részletes matematikai leírása megtalálható: Forgó Ferenc – Komlósi Sándor: Krekó Béla szerepe a közgazdászképzés modernizálásában.
Krekó Béla és Szép Jenő kezdeményezésére a Közgazdasági és Jogi Könyvkiadó közgazdasági irodalmi vezetője Cotel Kornél és főszerkesztője Fébó László az 1960-as években sorozatot indítottak „Matematikai ismeretek gazdasági szakemberek számára” cím alatt. 1948 és 1956 között a Rákosi-korszak idején az volt a vélemény, hogy a közgazdászoknak elég a négy alapművelet elsajátítása. „Ennek egyik oka az az álláspont, amely a Szovjetunióban az 1920-as években alakult ki, és amely szerint a matematikai közgazdaságtan „burzsoá áltudomány”, amely a kapitalista kizsákmányolás elleplezésére és igazolására szolgál.”  Ezt a lemaradást próbálták bepótolni a sorozat beindításával. A sorozatban a Marx Károly Közgazdaságtudományi Egyetem Ipar Kar Gazdaságmatematikai Tanszék számos munkatársa publikált könyveket, így Krekó Béla, Szép Jenő, Denkinger Géza, Forgó Ferenc, Gáspár László, Szentpéteri Szabolcsné és sokan mások.

## Fontosabb művei
- Bacskay Zoltán-Krekó Béla. Kombinatorika és valószínűségszámítás. A közgazdasági technikumok számára. Tankönyvkiadó. Budapest, 1953
- Krekó Béla–Bacskay Zoltán: Bevezetés a Lineáris programozásba; Közgazdasági és Jogi Könyvkiadó, Budapest, 1957
- Einige Fragen der linearen Programmierung. Wiss. Z. de:Technische Universität Dresden 1961. 10: 1073-1075.
- Lineáris programozás; Közgazdasági és Jogi Könyvkiadó, Budapest, 1962
- Ein neues Modell in der Verkehrsprogrammierung. Wiss. Z. de:Universität Rostock. 1962. 11:447-451.
- Krekó Béla–Berend Miklós: Kereskedelmi számtan; Közgazdasági és Jogi Könyvkiadó, Budapest, 1962
- Bacskay Zoltán–Krekó Béla: Matematikai alapismeretek; Közgazdasági és Jogi Könyvkiadó, Budapest, 1963
- Matrixszámítás; Közgazdasági és Jogi Kiadó, Bp., 1964 és 1966
- Lehrbuch der linearen Optimierung; Berlin, Dt. Verl. d. Wissensch., 1964
- Über das stetige Optimierungproblem. Matematik und Kybernetik in der Ökonomie.  Akademie Verlag. Berlin. 1965. 285-295.
- Lineáris programozás (az 1962-ben megjelent könyv átdolgozott és bővített kiadása); Közgazdasági és Jogi Könyvkiadó, Budapest, 1966
- Linearno programiranje; Savremena administracija, Beograd 1966; a Lineáris programozás; KJK, 1962, szerb-horvát nyelvű kiadása[10]
- Linear programming. Pitman, London. 1968 és American Elsevier Publishing Company, Boston. 1968; A Lineáris programozás; KJK, 1962 angol nyelvű kiadása
- Optimumszámítás; Közgazdasági és Jogi Könyvkiadó, Budapest, 1972
- Optimierung: nichtlineare Modelle. VEB Deutsher Verlag der Wissenschaften; Berlin, 1974; az Optimumszámítás; KJK, 1972, német nyelvű kiadása
- Lineáris algebra; Közgazdasági és Jogi Könyvkiadó, Budapest, 1976
- Biztosítási matematika. Életbiztosítás I.; Aula, Budapest, 1994
- Dr. Benkő János. Agrártudományi Egyetem, Gödöllő Mezőgazdasági Géptani Intézet. Járatszerkesztési feladatok. Az üres menetek minimalizálásán alapuló járatszerkesztési probléma modelljét és algoritmusát az ATUKI megbízásából Krekó Béla és Szántó Emil dolgozta ki. Logisztikai Évkönyv ’94 MLE 1994. 35-48. [11]
- Krekó Béla. Új módszer az optimumszámításban. ANZDOC.[12]

## Díjai, elismerései
- Magyar Népköztársasági Érdemérem ezüst fokozata (1951)
- Felsőoktatás Kiváló Dolgozója (1965)
- Munka Érdemrend ezüst fokozata (1975)
- Neumann-díj (1977)[13]
- Munka Érdemrend arany fokozata (1980)
- Magyar Közgazdasági Társaság Széchenyi István-emlékérem (1985)